# 文安県
文安県（ぶんあん-けん）は中華人民共和国河北省廊坊市に位置する県。

## 歴史
前漢により設置された。県治は当初大柳河鎮に設置されたが、唐代に現在地に移転している。1958年に廃止となり任丘県に編入されたが1962年に再設置され現在に至る。

## 行政区画
- 鎮:文安鎮、新鎮鎮、蘇橋鎮、大柳河鎮、灘里鎮、左各荘鎮、史各荘鎮、趙各荘鎮、興隆宮鎮、大留鎮鎮、孫氏鎮、徳帰鎮
- 民族郷:大囲河回族満族郷